# Camponotus eastwoodi
Camponotus eastwoodi é uma espécie de inseto do gênero Camponotus, pertencente à família Formicidae.